# Novyj Uojan
Novyj Uojan (in russo Новый Уоян?) è un insediamento di tipo urbano della Russia, situato nella Repubblica di Buriazia.

## Storia
L'insediamento venne fondato a metà degli anni settanta durante la costruzione della BAM, vicino al villaggio di Uojan, sulla riva sinistra della Verchnjaja Angara; la stazione e l'abitato vennero costruiti da brigate di lavoratori provenienti dalla RSS Lituana appartenenti al Komsomol. 
La tratta Severobajkal'sk-Novaja Čara venne aperta al traffico regolare nel 1989 ma il completamento della ferrovia non portò lo sviluppo aspettato e, complice la crisi economica di fine anni ottanta, il paese è andato incontro a una forte emorragia di abitanti. La popolazione, infatti, è più che dimezzata passando dai 9.500 abitanti del 1989 ai 3.655 del 2014.

## Economia
Novyj Uojan è un'importante stazione lungo la BAM, attorno alla quale si concentrano le uniche attività economiche di rilievo della cittadina.  